# Irène Joliot-Curie
Irène Joliot-Curie (ur. 12 września 1897 w Paryżu, zm. 17 marca 1956 tamże) – francuska fizykochemik, laureatka Nagrody Nobla w dziedzinie chemii, członkini Prezydium Honorowego Polskiego Komitetu Wyzwolenia Narodowego we Francji w 1944 r.

## Życiorys
Córka Polki Marii Skłodowskiej-Curie i Francuza Pierre’a Curie. W 1934 r. wraz z mężem, Frédérikiem Joliot-Curie, wykonała zdjęcie komory mgłowej, na którym uwieczniła zjawisko tworzenia się par elektron-pozyton (pozytonium) z fotonów.
W 1935 r. otrzymała wraz z mężem Nagrodę Nobla z chemii w uznaniu za odkrycie sztucznej promieniotwórczości – syntezy nowych nuklidów promieniotwórczych.
W 1936 r. wraz z dziennikarzem Charlesem Faroux założyła w Paryżu klub sportu ju-jitsu pod nazwą „Jiu-jitsu Club de France”.
UMCS (w 1950 r.) i Uniwersytet Jagielloński (w 1951 r.) przyznały jej oraz jej mężowi tytuły doktora honoris causa. W 1954 r. została członkinią zagraniczną PAN.
Była socjalistką, wraz z mężem wstąpiła w 1934 r. do Partii Socjalistycznej. Brała udział w Comité de vigilance contre le fascisme (Komitecie Czujności Przeciwko Faszyzmowi), założonym przez komunistycznego fizyka Paul Langevin, którego była bliską przyjaciółką: „Przybyliśmy, aby zadeklarować wszystkim robotnikom, naszym towarzyszom, naszą determinację do walki z nimi, aby ocalić przed faszystowską dyktaturą to, co ludzie zdobyli w zakresie praw i wolności publicznych”, stwierdził Manifest. Później wstąpiła do Francuskiej Partii Komunistycznej (PCF) i wzięła udział w Światowym Kongresie Kobiet Przeciwko Wojnie i Faszyzmowi.
Jako jedna z trzech kobiet uczestniczyła w utworzonym w roku 1936 koalicyjnym rządzie Frontu Ludowego, w którym była sekretarzem stanu ds. badań naukowych. Sygnatariuszka apelu sztokholmskiego w 1950 r.
W 1951 r. przekazała Polsce rękopisy, fotografie i przedmioty osobiste matki.
Zmarła na białaczkę.

## Życie prywatne
Irène i Frédéric Joliot-Curie mieli dwoje dzieci, Hélène i Pierre’a.

## Ordery i odznaczenia
- Krzyż Komandorski z Gwiazdą Orderu Odrodzenia Polski (23 stycznia 1947)[11]
- Order Krzyża Grunwaldu III klasy (11 lipca 1946)[12]
- Krzyż Oficerski Orderu Legii Honorowej (Francja)